# (678191) 2017 OF69
(678191) 2017 OF69 ist ein großes transneptunisches Objekt im Kuipergürtel, das bahndynamisch als Plutino eingestuft wird. Aufgrund seiner Größe ist der Asteroid ein Zwergplanetenkandidat.

## Entdeckung
(678191) 2017 OF69 wurde am 26. Juli 2017 von einem Astronomenteam bestehend aus Dave Tholen, Scott Sheppard und Chad Trujillo mit dem 8,2-m-Subaru-Teleskop am Mauna-Kea-Observatorium (Hawaii) entdeckt. Die Entdeckung wurde am 31. Mai 2018 bekanntgegeben.
Nach seiner Entdeckung ließ sich (678191) 2017 OF69 auf Fotos bis zum 10. Juni 2012, die im Rahmen des Pan-STARRS-Programmes gemacht wurden, zurückgehend identifizieren und so seinen Beobachtungszeitraum um fünf Jahre verlängern, um so seine Umlaufbahn genauer zu berechnen. Im Juni 2018 lagen insgesamt 96 Beobachtungen über einen Zeitraum von 7 Jahren vor. Die bisher letzte Beobachtung wurde im Juni 2018 wiederum am Mauna-Kea-Observatorium durchgeführt. (Stand 2. März 2019)

## Eigenschaften

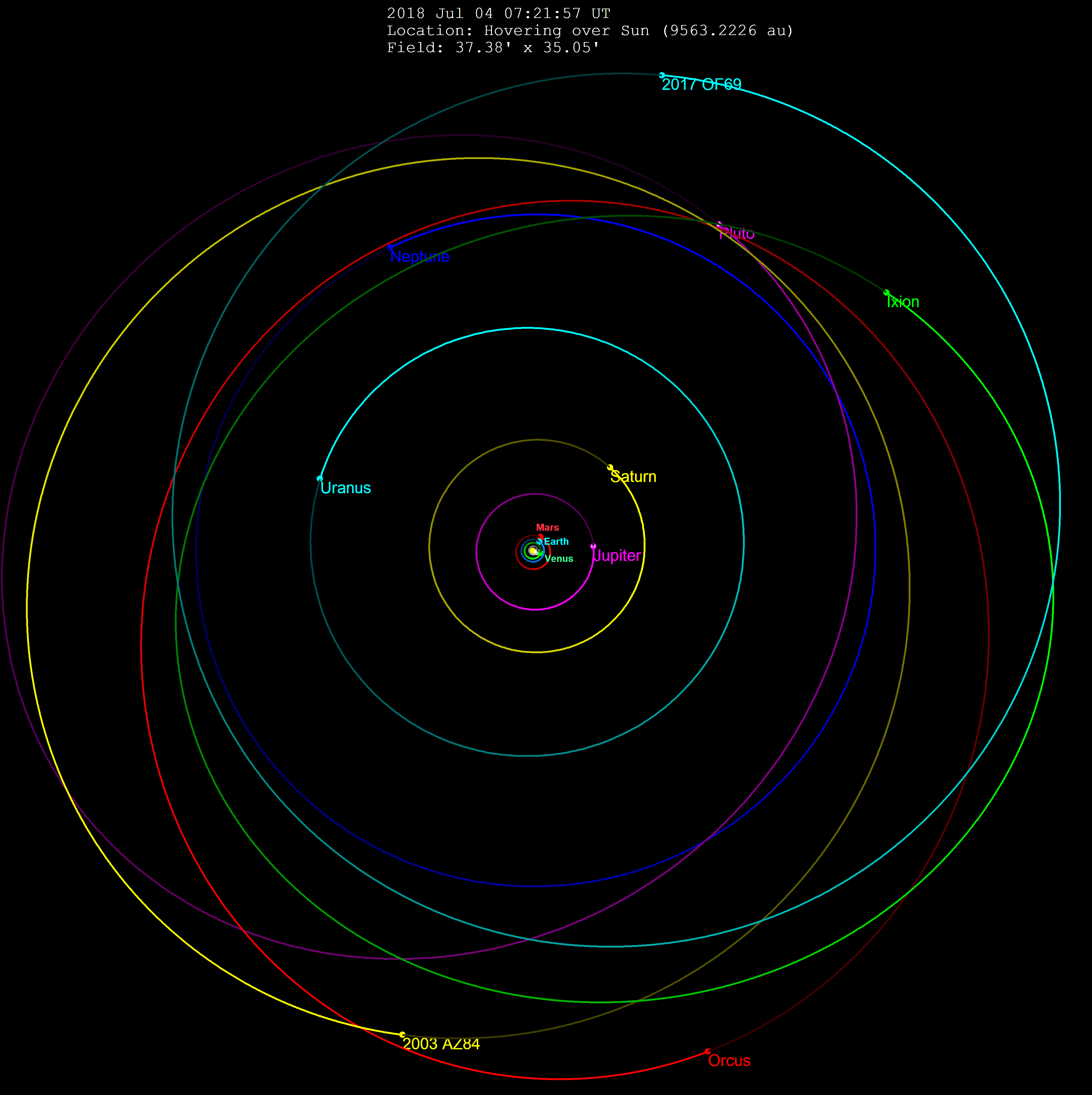
Orbit von (678191) 2017 OF_{69} (hellblau) im Vergleich zu dem von Neptun (blau), Pluto (lila) und anderen Plutinos.

### Umlaufbahn
(678191) 2017 OF69 umkreist die Sonne in 249,49 Jahren auf einer leicht elliptischen Umlaufbahn zwischen 31,42 AE und 47,84 AE Abstand zu deren Zentrum. Die Bahnexzentrizität beträgt 0,207, die Bahn ist 13,65° gegenüber der Ekliptik geneigt. Derzeit ist der Planetoid 43,69 AE von der Sonne entfernt. Das Perihel durchläuft er das nächste Mal 2094, der letzte Periheldurchlauf dürfte also im Jahre 1845 erfolgt sein.
Marc Buie (DES) klassifiziert den Planetoiden als Plutino, während vom Minor Planet Center keine spezifische Einstufung existiert; letzteres ordnet ihn als Nicht-SDO und allgemein als «Distant Object» ein.

### Größe
Derzeit wird von einem Durchmesser von etwa 533 km ausgegangen, basierend auf einem Rückstrahlvermögen von 9 % und einer absoluten Helligkeit von 4,6 m; dies ist allerdings mit einigen Unsicherheiten behaftet, da aufgrund der unbekannten Albedo die Einschätzungen von 380 bis 680 km reichen. Ausgehend von einem Durchmesser von 533 km ergibt sich eine Gesamtoberfläche von etwa 892.000 km2. Die scheinbare Helligkeit von (678191) 2017 OF69 beträgt 21,07 m.
(678191) 2017 OF69 ist daher für die vergleichsweise späte Entdeckung eines nahen Kuipergürtelobjekts recht groß; er ist nach Pluto, Orcus, Achlys und Ixion das fünftgrößte Plutino und auch das größte, dass seit Orcus 2004 entdeckt wurde. Es ist unklar, warum der Planetoid zuvor von keiner Himmelsdurchmusterung erfasst wurde; es ist weder in einer besonders dichten Himmelsregion noch genug weit südlich, dass die meisten Durchmusterungen der Nordhemisphäre ihn ignoriert hätten, weswegen eine solch späte Entdeckung eines so großen Plutinos eher überrascht.
Mike Brown führt (678191) 2017 OF69 bisher nicht in seiner Webseite über die Zwergplanetenkandidaten; gemäß Browns 5-Klassen-System sollte er dennoch die Kriterien für eine Einstufung als wahrscheinlichen Zwergplanet erfüllen, da anzunehmen ist, dass sich (678191) 2017 OF69 aufgrund seiner Größe im hydrostatischen Gleichgewicht befindet und somit weitgehend rund sein muss.
| Jahr                                         | Abmessungen km | Quelle   |
| -------------------------------------------- | -------------- | -------- |
| 2018                                         | 533,0          | Johnston |
| Die präziseste Bestimmung ist fett markiert. |                |          |